# 魔夏少女
『魔夏少女』（まなつしょうじょ）は、1987年8月12日（水曜） 21:02 - 22:54 （日本標準時）にTBS系列の『水曜ドラマスペシャル』枠で放送されたTBS製作の単発テレビドラマである。

## 概要
放送当時に公開されていたアメリカのホラー映画の影響を多分に受けており、体の一部から血が吹き出す等残酷かつ残虐な描写が多いため、現在地上波での再放送は不可とも言われている。（スカパー・TBSチャンネルでは、2010年8月に2回放送されている。）
放送から約1年後の1988年7月30日に、本作の再編集版を収録したVHSビデオがクラリオンソフトから発売された。

## ストーリー
ある日突然ひとりの少女が超能力を身につけ、その力で同級生を傷つけた罪の意識から、夜毎悪夢にうなされ、激しい頭痛や不眠症に悩まされるようになる。母は自分が勤める病院で精密検査を受けさせるが、何の異変も見つからない。担当医から精神科の医師を紹介され、動揺する。母の心配をよそに、少女の状態は益々悪化してゆき、ついに最悪の事態が起こってしまう。
それから1年後。横浜にある母の実家近くに居を移し、すっかり以前と同じような明るさを取り戻したように見えたが…。

## キャスト
- 木下綾 ：小川範子
- 木下美都子：原田美枝子
- 木下耕平：三宅裕司
- 木下優：安達美加
- タツ子：風見章子
- 佐藤先生：森本レオ
- 森田しのぶ：黒田福美
- 鈴木：伊東四朗
- 猫オバさん：菅井きん
- 橋本先生：五代高之
- 橋本女先生：浅見美那
- 男：永瀬正敏
- 朋ちゃん：鈴木美恵
- 圭ちゃん：伊藤礼奈
- 純ちゃん：岡崎由喜枝
- 看護婦：雪絵ゆき
- 沢柳迪子
- 麻ミナ
- 花悠子
- 高橋進
- 江川芳文
- 鈴木泰明
- 島田果枝
- 荻生田義道
- 篠崎健司
- 藤森一騎

## スタッフ
- 脚本：伴一彦
- 演出：吉田秋生
- 音楽：小六禮次郎
- プロデュース：和田旭
- 制作：和田旭、堀川とんこう